# Sľubica (geomorfologický podcelek)
Słubica je geomorfologický podcelek pohoří Branisko a zabírá jeho jižní polovinu.

## Vymezení
Podcelek se rozkládá jižně od sedla Branisko a údolí říčky Svinka. Severně pokračuje Branisko podcelkem Smrekovica, na východě sousedí Šarišská vrchovina a Čierna hora s podcelkem Roháčka. Jih a západ pohoří klesá do Hornádské kotliny, jmenovitě do Hornádského podolia na jihu a jihozápadě, a k severněji situovaným Medvedím chrbtům.

## Nejvyšší vrcholy
- Słubica (1129 m n. m.) - nejvyšší vrch podcelku
- Suchý hrb (1045 m n. m.)
- Brezová (1042 m n. m.)
- Rajtopíky (1036 m n. m.)
- Rudnik (1024 m n. m.)

## Ochrana přírody
Nachází se zde pouze chráněné území Rajtopíky. 

## Doprava
Pohoří vytváří výraznou přírodní bariéru a sedlem Branisko prochází spojnice Spiše a Šariše. Od roku 2003 vede napříč pohořím v trase dálnice D1 tunel Branisko, který výrazně odlehčil dopravu na silnici I/18 horským sedlem.